# دایانا اوانس
دایانا اوانس (زاده ۱۹۷۱ متولد لندن) همچنین شناخته شده به عنوان دایانا اومو، یک رمان‌نویس، روزنامه‌نگار و منتقد انگلیسی است.
اوانس سه رمان کامل نوشته‌است که اولین رمان او به نام 26a در سال ۲۰۰۵ منتشر شد. رمان 26a برنده جایزه Orange برای نویسندگان جدید، جایزه ادبی بیتی ترسک و جایزه deciBel نویسنده سال بریتانیا شد. اوانس همچنین به عنوان روزنامه‌نگار برای نشریات از جمله ماری کلر، ایندیپندنت، آبزرور، گاردین، دیلی تلگراف، فایننشیال تایمز و هارپرز بازار نوشته‌است.

## پیشینه و تحصیلات
مادر اوانس، نیجریه ای و پدر او انگلیسی است. او متولد و بزرگ شده نیزدن، شمال غربی لندن در بریتانیا است و به همراه پدر، مادر و پنج خواهر خود زندگی می‌کرد. او همچنین بخشی از دوران کودکی خود را در لاگوس، نیجریه گذرانده‌است.
او کارشناسی ارشد خود را در دانشگاه شرق آنجلیا کسب کرده‌است و در سن ۲۵ سالگی او یک روزنامه‌نگار شد.

## کتابشناسی
- 26a، لندن، ۲۰۰۵، شابک: ۹۷۸۰۷۰۱۱۷۸۸۸۸
- شگفتی، لندن، ۲۰۰۹، شابک: ۹۷۸۰۷۰۱۱۷۷۹۷۳
- مردم عادی، لندن ۲۰۱۸، شابک: ۹۷۸۱۷۸۴۷۴۲۱۵۷